# Handelsstufe
Handelsstufen sind im Handel die der Urproduktion oder dem sekundären Sektor folgenden Vertriebswege, die bis zum Verbraucher zwischengeschaltet sind, insbesondere Wiederverkäufer. Pendant sind im verarbeitendem Gewerbe die Verarbeitungsstufen.

## Allgemeines
Agrar- und Industrieproduktion besitzen im Regelfall wegen der Arbeitsteilung nicht die Vertriebsorganisation, Lagerkapazitäten und Absatzwege, um ihre Produkte oder Dienstleistungen unmittelbar an die Endverbraucher zu vermarkten. Deshalb sind zwischen die Produzenten und Konsumenten meist Handelsstufen zwischengeschaltet, die als Absatzkette fungieren. Ihr Zusammenwirken wird horizontale Kooperation genannt.

## Arten
Nach der Zahl der eingeschalteten Handelsstufen ist zwischen Direktvertrieb und indirektem Vertrieb zu unterscheiden. Der Direktvertrieb ist dadurch gekennzeichnet, dass das herstellende Unternehmen selbst an den Endverbraucher liefert (etwa über Outlets, Teleshopping). Die klassischen Handelsstufen Großhandel und Einzelhandel gehören zum indirekten Vertrieb, wo sie als Absatzmittler zwischen Hersteller und Endverbraucher fungieren. Der Großhandel wiederum kann dabei in mehrere Stufen gegliedert sein (Sortiments-, Fach- oder Spezialgroßhandel). Eine moderne Handelsstufe bildet der Versandhandel, der auch als elektronischer Handel organisiert sein kann. Er wird als Betriebsform des Einzelhandels eingestuft und tritt in den Formen des Universal- und Spezialversandhandels in Erscheinung.

## Wirtschaftliche Aspekte
Die klassischen Handelsstufen erfüllen sämtliche Handelsfunktionen, und zwar die Überbrückung des Raumes (Gütertransport) und der Zeit (Lagerhaltung), die Quantität (Zusammenfassung mehrerer Aufträge oder Bestellungen), die Qualität (Sortimentierung), Finanzierung (Lieferantenkredit) sowie die Werbung. Hierbei beschrieb Karl Oberparleiter die Handelsfunktion als eine Leistung zur Überwindung der durch Arbeitsteilung entstandenen Unterschiede.
Wichtiges verbindendes Kriterium der Handelsstufen ist deren Distributionslogistik, durch die eine mengen-, qualitäts- und zeitgerechte Lieferung zu gewährleisten ist; ihre zentrale Stellgröße ist die Lieferqualität. Eine nachfragesynchrone Bedarfsdeckung hat dabei durch die Just-in-time-Logistik zu erfolgen, die sich auf die Distributionslogistik bezieht und die Lieferqualität optimiert.